# دانيال هاينز
دانيال هاينز (بالإنجليزية: Daniel Hynes)‏ هو محامي أمريكي، ولد في 20 يوليو 1968 في شيكاغو في الولايات المتحدة.